# Karavan
 Ovo je glavno značenje pojma Karavan. Za druga značenja pogledajte Karavan (razdvojba).
Karavan je osobni automobil s petera vrata izveden iz limuzine s kojom dijeli veličinu i platformu, ali za razliku od nje ima krov koji se nastavlja sve do stražnjeg kraja, a prtljažnik se nalazi unutar putničke kabine iza stražnjih sjedala. To mu omogućuje utovar većih ili veće količine predmeta u odnosu na istovjetnu limuzinu.
Riječ "karavan" je izvedena od engleskog "car and van", što znači "automobil i kombi".

## Druga značenja za karavan
- Aerodeck (Honda)
- Avant (Audi)
- Break (Francuski, Citroën, Peugeot, Renault)
- Camping (Wartburg)
- Caravan (Opel)
- Clubman (MINI)
- Combi (Škoda, Toyota)
- Countryman (Austin, Morris)
- Crossover Wagon (Hyundai i30)
- Estate (Engleski, Jaguar, Rover; samo model Austin Montego)
- Familiale (Francuski, Citroën)
- Familiare (Fiat)
- Giardinetta (Alfa Romeo 50ih do 80ih)
- Giardiniera (Fiat, npr.Fiat 500)
- Grandtour (Renault)
- Marina (Tata Indigo)
- Nevada (Renault, samo model R21)
- Panorama (Fiat)
- Rural (Španjolski, Južna Amerika)
- Safari (Pontiac)
- Shooting Brake (Aston Martin)
- Sportback (Audi A3, A5)
- Sportkombi (Saab)
- Sport Kombi (Mazda)
- Sports Tourer (Opel Insignia i Opel Astra I)
- Sportwagon (Alfa Romeo)
- Sportswagon (Holden)
- Sporty Wagon (Kia cee'd)
- Station Wagon (Engleski, Lancia, Daewoo, Fiat, Subaru)
- SW (Peugeot)
- T-Model (Mercedes-Benz)
- Tourer (Honda, Rover)
- Touring (BMW, Chrysler 300C)
- Tourist (Wartburg)
- Traveller (Nissan, Ford (samo u Austriji), MINI)
- Turnier (Ford, samo u njemačkoj)
- Universal (Trabant, Mercedes-Benz (W110, W111))
- V (Volvo)
- Variant (Audi (samo model Audi F103), Volkswagen)
- Vario (Seat)
- Voyage (Opel)
- Wagon (Engleski, Holden)
- Weekend (Fiat)